# 圣伊若
圣伊若（法語：Saint-Igeaux，法語發音：[sɛ̃.t‿iʒo]）是法国阿摩尔滨海省的一个市镇，位于该省南部偏西，属于甘冈区。

## 地理
圣伊若（48°16'19"N, 3°6'19"W）面积12.91 平方千米，位于法国布列塔尼大區阿摩尔滨海省，该省份为法国西北部沿海省份，位于布列塔尼半岛北部，北濒大西洋英吉利海峡，西接菲尼斯泰尔省，南至莫尔比昂省，东临伊勒-维莱讷省。
与圣伊若接壤的市镇（或旧市镇、城区）包括：卡尼于埃勒、普吕叙利安、圣尼古拉迪佩莱姆、圣特雷菲娜、布拉韦河畔邦勒波。

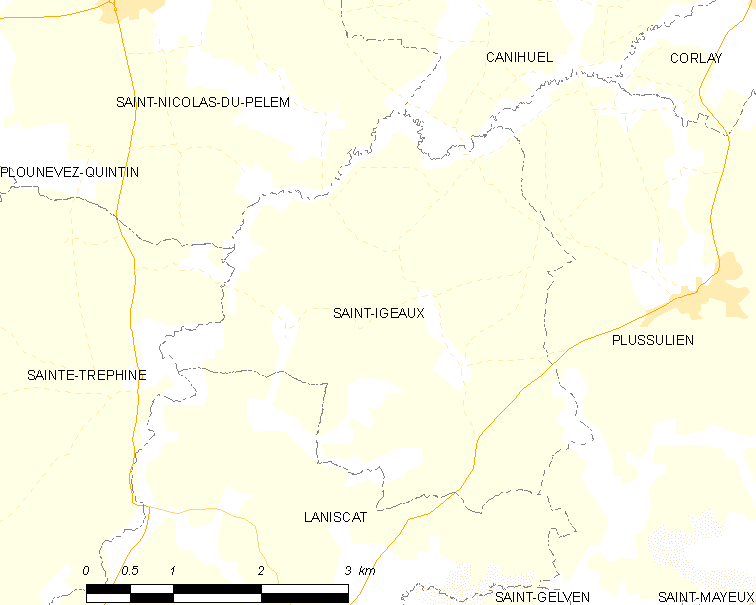
圣伊若的OSM定位图

圣伊若的时区为UTC+01:00、UTC+02:00（夏令时）。

## 行政
圣伊若的邮政编码为22570，INSEE市镇编码为22334。

## 政治
圣伊若所属的省级选区为罗斯特勒南县。

## 人口

1962-2008年间圣伊若人口变化图示

圣伊若于2022年1月1日时的人口数量为124人。

## 交通
阿摩尔滨海省省道D44线和D50线分别经过境内东南侧和东北侧。